# Dioptri
Dioptri er et mål for lysets samling eller spredning. 
Måleenheden er 1/meter. En linse, der samler parallelt lys efter 1 meter og altså har brændvidden f = 1 m, siges at have en dioptri på 1/(1 m) = 1 dioptri. Er brændvidden f = 2 m, har linsen en styrke på 1/(2 m) = 0,5 dioptri. En linse, der spreder lys, så brændpunktet må siges at ligge 1 meter *før* linsen, har dioptrien -1.
Prismer, som jo afbøjer lyset, kan også måles i dioptri. Et prisme har dioptrien 1, hvis det forskyder billedet 1 cm på 1 m afstand.